# Ministerie van Economische Zaken (Suriname)
Het ministerie van Economische Zaken is een overheidsorgaan in Suriname.

## Geschiedenis
Het ministerie werd in 1991 opgericht als het ministerie van Handel en Industrie. Daarvoor waren er ministeries voor Economische Zaken en voor Transport, Handel en Industrie. Tussen 1967 en 1969 was er ook een ministerie van Handel en Industrie.
De taken van het ministerie werden in 1991 door De Nationale Assemblée vastgesteld en kende daarna nog enkele aanpassingen. Enkele van de verantwoordelijkheidsgebieden zijn handelspolitiek, im- en exportbeleid, toezicht op economische activiteiten, controle op prijzen en kwaliteitsnormen, het ijkwezen en de bevordering van toerisme in Suriname.
Tijdens de reshuffling van 2017 werd het ministerie van Transport, Communicatie en Toerisme opgeknipt en kreeg het ministerie van Handel en Industrie er het onderdeel Toerisme bij. Transport en Communicatie werd onderdeel van het ministerie van Openbare Werken, Transport en Communicatie. Sinds 2007 maakt het Surinaams Standaarden Bureau deel uit van het ministerie. 
Van 2020 tot 2025 heette was de naam van het ministerie Economische Zaken, Ondernemerschap en Technologische Innovatie (EZOTI). 